# 西野太亮
西野 太亮（にしの だいすけ、1978年〈昭和53年〉9月22日 - ）は、日本の政治家、元大蔵・財務官僚。自由民主党所属の衆議院議員（2期）、内閣府大臣政務官。

## 来歴
熊本県立熊本高等学校卒業。一浪後、東京大学文科一類（教養学部）へ入学。東大では水泳部に所属。東京大学法学部卒業。2003年 財務省入省（理財局財政投融資総括課）。第2の予算と言われる財政投融資計画の策定に携わる。米国コロンビア大学国際公共政策大学院修了。2007年7月 大臣官房総合政策課企画第二係長心得。マクロ経済の将来設計等を担当。関税局関税課課長補佐、大臣官房秘書課課長補佐（調査）兼大臣官房文書課課長補佐（審査・管理）、復興庁参事官補佐を経て、2014年7月 主計局国土交通係主査。住宅局や都市局、下水道部等の予算を担当。2015年6月 大臣官房付兼内閣官房IT総合戦略室。2016年4月、財務省を退職し、次期衆院選に熊本2区から立候補するための準備を始めた。
2017年10月の第48回衆議院議員総選挙では、選挙前に自由民主党に公認申請を行ったが、県連はこれを受け取らず、党本部は野田毅を公認した。西野は無所属で立候補し、2区を地盤としていた林田彪元衆議院議員の支援者や、隣接する福岡7区を地盤とする古賀誠元自由民主党幹事長の支援を受けるも、野田に約2万票差で敗れ落選。
2021年10月の第49回衆議院議員総選挙では、古賀から要請を受けた菅義偉前首相からも支援を受け、野田を推薦する公明党も支持母体の創価学会幹部が西野の集会に出席する動きを見せるなどし、投開票の結果西野は約5万票の大差で野田を下し、初当選した。
2021年12月4日に自由民主党熊本県連へ入党届を提出し、同県連及び党本部の承認を経て同月7日付けで正式に入党した。同月22日に衆議院の自由民主党会派に入会した。
2024年9月27日に行われた自民党総裁選挙において、1回目の投票では小泉進次郎に投じた。得票数1位の高市早苗と2位の石破茂が進んだ決選投票については、テレビ熊本の取材に対し、投票先を公表しなかった。
2024年10月27日の第50回衆議院議員総選挙で再選。
同年11月13日、第2次石破内閣にて内閣府大臣政務官に就任。

## 選挙歴
| 当落 | 選挙                   | 執行日         | 選挙区      | 政党       | 得票数     | 得票率 | 定数 | 得票順位 /候補者数 | 政党内比例順位 /政党当選者数 |
| ---- | ---------------------- | -------------- | ----------- | ---------- | ---------- | ------ | ---- | ------------------ | ---------------------------- |
| 落   | 第48回衆議院議員総選挙 | 2017年10月22日 | 熊本県第2区 | 無所属     | 6万2575票  | 34.54% | 1    | 2/4                | /                            |
| 当   | 第49回衆議院議員総選挙 | 2021年10月31日 | 熊本県第2区 | 無所属     | 11万310票  | 60.64% | 1    | 1/3                | /                            |
| 当   | 第50回衆議院議員総選挙 | 2024年10月27日 | 熊本県第2区 | 自由民主党 | 10万2624票 | 69.32% | 1    | 1/3                | /                            |